# Knooppunt Familleureux
De verkeerswisselaar van Familleureux is een knooppunt een vijftal kilometer ten noorden van de stad La Louvière in de Belgische provincie Henegouwen. Het knooppunt ligt net ten oosten van Familleureux, deelgemeente van Seneffe. De verkeerswisselaar is een onvolledig klaverblad. In het knooppunt kruisen de A7/E19 en de korte verbindingssnelweg A501. Deze A501 eindigt al onmiddellijk ten westen van het knooppunt op de secundaire weg N57.
In het knooppunt ontbreken twee verbindingen, namelijk deze tussen de A501 uit het zuidoosten en de A7 naar het zuidwesten, en omgekeerd. Beide richtingen komen drie kilometer zuidwaarts immers uit op de E42. Het verkeer op de E42 blijft die snelweg volgen, en heeft er geen baat bij noordwaarts af te slaan richting Familleureux om vervolgens terug te keren. De bijbehorende verbindingslussen zijn zodoende overbodig.
| Aansluitende wegen         | Aansluitende wegen | Aansluitende wegen | Aansluitende wegen | Aansluitende wegen        |
| -------------------------- | ------------------ | ------------------ | ------------------ | ------------------------- |
| (N57) richting Écaussinnes |                    |                    |                    | richting Nijvel / Brussel |
|                            |                    |                    |                    |                           |
|                            |                    |                    |                    |                           |
|                            |                    |                    |                    |                           |
| richting Bergen / Parijs   |                    |                    |                    | richting La Louvière      |

Aalbeke · Antwerpen-Centrum · Antwerpen-Haven · Antwerpen-Noord · Antwerpen-Oost · Antwerpen-West · Antwerpen-Zuid · Arquennes · Battice · Beaufays · Beveren · Bois-d'Haine · Brugge · Cerexhe · Charleroi-Nord · Charleroi-Sud · Cheratte · Daussoulx · Destelbergen · Doornik · Familleureux · Fexhe-Slins · Gent-Centrum · Gouy · Grâce-Hollogne · Groot-Bijgaarden · Hautrage · Hauts-Sarts · Heppignies · Heverlee · Hoog-Itter · Houdeng-Goegnies · Jabbeke · Jemappes · Kortrijk-West · Kortrijk-Zuid · Leonardkruispunt · Loncin · Lummen · Machelen · Marcinelle · Marquain · Merelbeke · Moorsele · Neufchâteau · Ranst · Sint-Stevens-Woluwe · Strombeek-Bever · Thiméon · Ville-sur-Haine · Vottem · Wilrijk-Valaar · Zaventem · Zwijnaarde